# Рамакка
Рамакка (італ. Ramacca, сиц. Ramacca) — муніципалітет в Італії, у регіоні Сицилія,  метрополійне місто Катанія.
Рамакка розташована на відстані близько 540 км на південь від Рима, 145 км на південний схід від Палермо, 36 км на південний захід від Катанії.
Населення — 10 889 осіб (2014).
Щорічний фестиваль відбувається 19 березня. Покровитель — San Giuseppe.

## Демографія
Населення за роками:

Станом на 1 січня 2023 року в муніципалітеті офіційно проживало 495 іноземців з 31 країни, серед них 341 громадянин країн Євросоюзу та 1 громадянин України.

## Сусідні муніципалітети
- Аджира
- Айдоне
- Ассоро
- Бельпассо
- Кастель-ді-Юдіка
- Лентіні
- Мінео
- Палагонья
- Патерно
- Раддуза